# Воронежские губернские ведомости
«Воронежские губернские ведомости» начались изданием с 1 января 1838 года и в течение 27 лет выходили один раз в неделю, а с 26 мая 1865-го выходили два раза в неделю.
С начала издания до 1 июля 1863 года формат их был в 1/4 листа, а затем в лист.
Издание прекратилось в 1917 году.

## Редакторы
- 1838—1845 — Н. Л. Грабовский
- 1846 г. — П. И. Симонов
- 1847 г. — П. В. Малыхин
- 1847—1849 гг. — А. С. Афанасьев (Чужбинский)
- 1850—1854 гг. — В. А. Средин
- 1855—1856 гг. — И. И. Малышев
- 1856 г. — В. И. Малышев
- 1856—1858 гг. — В. В. Кузин
- 1857—1860 гг. — опять В. И. Малышев
- 1861 г. — В. Д. Спасовский
- 1862—1863 гг. — М. Ф. де-Пуле
- 1864 г. — Н. П. Курбатов
- 1865—1867 гг. — Г. М. Веселовский
- 1868—1871 гг. — В. О. Ковалевский
- 1871—1872 гг. — М. Г. Кузнецов
- 1872 г. — Н. А. Лаубе
- 1872—1879 гг. — И. В. Петровский
- 1879—1885 гг. — А. Г. Бернгардт
- с 1885 года — В. В. Бушнев

«Воронежские губернские ведомости» принадлежали к лучшим губернским ведомостям по обилию этнографического, исторического материала и данных для оценки и изучения местной провинциальной жизни. Особенный интерес представляют они в эпоху заведования ими Афанасьева, де-Пуле и Веселовского.
В 1853 году, впервые в газете, было опубликовано стихотворение «Русь» поэта Ивана Саввича Никитина. С конца 1860-х годов в газете публиковались этнографические заметки Михаила Алексеевича Веневитинова. Семён Иванович Соколов публиковал статьи об архитектуре Воронежа.